# 豊橋市立東部中学校
豊橋市立東部中学校（とよはししりつとうぶちゅうがっこう）は愛知県豊橋市飯村北にある公立中学校。

## 概要
豊橋市東部に位置する中学校である。1982年（昭和57年）4月に豊岡中学校より分離し、市内18番目の学校として開校。現在、豊橋市内で最大の生徒数を抱える中学校である。

## 沿革
- 1982年（昭和57年）4月 - 豊岡中学校より分離し、豊橋市立東部中学校創立。
- 2011年（平成23年） - 30周年記念として、航空写真などのイベントも実施された。
- 2016年（平成28年） - 35周年記念として、航空写真などのイベントも実施された。

## 所在地
- 〒440-0834　愛知県豊橋市飯村北4丁目1番2号

## アクセス
- 豊鉄バス 61 62 63飯村岩崎線 飯村東バス停下車、徒歩約6分

## 部活動

### 運動部
- ソフトテニス
- バレーボール
- サッカー
- ハンドボール
- バスケットボール
- 卓球
- 柔道（相撲）
- ソフトボール
- 軟式野球
- 陸上
- 剣道
- 水泳
- 剣道
- ダンス
- 駅伝（大会時のみ）

### 文化部
- 吹奏楽
- 美術
- コンピュータ
- 手芸

## 通学地区
- 飯村校区（豊橋市立飯村小学校）
- 岩西校区（豊橋市立岩西小学校）
- つつじ校区（豊橋市立つつじが丘小学校）

※ つつじが丘小学校については、豊橋市立中部中学校と校区別で中学が分かれる。